# Valutaschuld
Eine Valutaschuld ist eine Geldschuld, die in einer Fremdwährung denominiert ist.

## Allgemeines
Das Wort Valuta war früher als Synonym für Fremdwährung gebräuchlich, wird heute im Bankwesen jedoch lediglich noch für die Wertstellung benutzt. Anstelle der Worte „Valutaguthaben, Valutaschuld, Valutawechsel“ haben sich seit 1963 die Worte „Währungsguthaben, Währungsschuld und Wechsel in fremder Währung“ eingebürgert.
Valutaschuld ist ein bestimmter Rechtsbegriff, der als Valutaverhältnis ausdrücklich in § 788 im BGB vorkommt und in § 244 BGB allerdings als Fremdwährungsschuld bezeichnet wird. Der Gesetzgeber hatte bei der Erfüllung von Schuldverhältnissen daran gedacht, dass ein Schuldner im Inland auch in einer anderen Währung als Euro ausgedrückten Geldschuld zu zahlen hat. Es handelt sich um eine spezifische Tilgungsregel, die nur auf Schuldverhältnisse in Fremdwährung gerichtet ist. 
Die Valutaschuld bedurfte zu ihrer Entstehung in Deutschland früher in bestimmten Fällen der Genehmigung nach § 3 Währungsgesetz; sie ist seit Januar 1999 entfallen. 

## Echte Valutaschuld
Eine echte Valutaschuld (oder effektive Valutaschuld) liegt vor, wenn nur in der ausländischen Währung erfüllt werden darf. § 244 BGB, der es erlaubt, in Euro zu bezahlen, wenn die Zahlung in der fremden Währung nicht ausdrücklich vereinbart wurde, ist somit auf die echte Valutaschuld nicht anwendbar. Formulierungen wie „effektiv“ oder „zahlbar in“ lassen auf eine echte Valutaschuld schließen.

## Unechte Valutaschuld
Eine unechte Valutaschuld ist gegeben, wenn die Geldschuld auf eine ausländische Währung lautet, ohne dass es dem Gläubiger auf die Zahlung in dieser Währung ankommt. Der Inhalt der Schuld ist also nicht die Zahlung in gerade der bestimmten Währung. In diesem Falle bestimmt § 244 BGB, dass eine im Inland zahlbare Schuld auch in Euro beglichen werden kann.

## Sozialistische Wirtschaftslehre
Die Valutaschuld, oder Valuta, ist die Bezeichnung für eine Fremdwährung oder ein Zahlungsmittel in dieser Fremdwährung. Sie ist ein Synonym für Wert, zum Beispiel Valuta in Waren oder in Geld. In Höhe der Valutaschuld waren im jeweils folgenden Jahr Exporte zusätzlich zu den Planauflagen zu realisieren. In der DDR war der Bereich Kommerzielle Koordinierung zuständig, Valuta vor allem in Westwährungen zu erwirtschaften.